# أبو طاهر خسرواني
أبو طاهر خسرواني كان فارسيًا من القرن العاشر عاش في الإمبراطورية السامانية . كان من سكان خراسان، وعاش في عهد الشاعر الفارسي الشهير رودكي. ومع ذلك، فقد اختفى الكثير من شعر خسرواني ولم يتبقَّ منه إلا القليل، وقد اقتبس منه العديد من الشعراء الفرس مثل أسدي الطوسي. توفي خسرواني لاحقًا في عام 953.